# Gräf & Stift GSÜH 240 M12
Der GSÜH 240 M12 war der VÖV-I-Standard-Überlandbus (StÜLB) von Gräf & Stift mit unterflur längs im Heck liegendem Dieselmotor. Er wurde von 1978 bis 1987 produziert.
1978 erschien als Überlandbus als Gräf & Stift GSÜH 240 mit 240 PS. Das Fahrzeug war für den Überland-, Gelegenheits- und Kombiverkehr gedacht. Das mit dem VÖV-I-Typ (MAN SL 200) gemeinsame Fahr- und Triebwerk erhielt jedoch eine andere Hinterachsübersetzung und eine Überland-Fahrzeugfront. Zum Einbau kam ein 6-Gang-Getriebe mit Knüppelschaltung von ZF. Das Armaturenbrett entsprach nicht dem VÖV-Standard, sondern war eine Eigenentwicklung von Gräf & Stift.
Der GSÜH 240 M12 wurde 1987 vom Gräf & Stift GSÜH 290 M12 abgelöst. Insbesondere die Österreichische Post und die Österreichische Bundesbahnen bestellten größere Stückzahlen.
Im Liniendienst sind GSÜH 240 nur noch extrem selten im Einsatz. Einige Gräf & Stift GSÜH 240 M12 sind noch im Gelegenheitsverkehr (z. B. bei der OBK Omnibuskraftverkehr KG und bei Retrobus) anzutreffen.
Technisch und optisch ähnliche Standard-Überlandbusse wurden damals auch von den Konkurrenten Magirus-Deutz L 117 (bis 1982) und Mercedes-Benz O 307 (bis 1987) gebaut.